# 이즐
이즐(EZL)은 2010년 12월에 출시한 이동의즐거움의 교통카드이다.

## 개요 및 역사
이비카드의 고급형인 티모아(T-MOA)에 롯데멤버스 마일리지를 장착하여 리뉴얼한 교통카드로, 마이비카드·하나로카드와 기존 이비카드 브랜드의 통합을 위해 2010년 12월에 출시하였다. 마이비카드·하나로카드와 전혀 다른 티모아 기반이기 때문에 2012년 3월부터 세븐일레븐에서 마이비카드와 하나로카드 및 구형 이비카드를 캐시비로 무상 교체하는 이벤트를 진행함과 동시에, 2012년 4월부터 마이비카드와 하나로카드를 단종하고 캐시비 기반 신형 마이비카드 및 하나로카드를 발행하고 있다.
일부 마이비 사용 지역에서는 캐시비 사용 및 티머니와 호환 사용을 위하여 기존 마이비카드 단말기를 이비카드에서 만든 경기도 시내버스용 단말기로 교체하기도 하였다. 티머니와 함께 수도권(경기도, 인천광역시)과 동남권(부산광역시, 울산광역시, 경상남도)이 주 사용 지역이지만, 경인 지역을 비롯한 부산, 울산, 경상남도 지역의 경우, 티머니보다 이용률이 다소 떨어진다. 비 수도권 지역에서는 강원특별자치도에 주로 보급되어 있다.
금융여신법에 의해 외상 결제를 할 수 없고(이자 수익이 발생한다.), 충전 금액의 환불시 수수료를 징수하는 선불카드 시스템의 '채무를 안 지는' 시스템적인 장점과 이명박 전 서울특별시장이 야심차게 추진한 티머니의 성공 사례를 눈여겨보던 롯데그룹이 야심적으로 추진한 전략 사업 중 하나로, 2009년 9월 마이비카드를 인수하기 전에 이비카드부터 인수하려고 하였으나, 마이비부터 인수하였고, 2010년 7월 25일에 이비카드를 롯데그룹이 인수하여 현재는 마이비, 이비, 하나로(부산권)의 통합 브랜드이다.
국토교통부가 추진하는 "One card, All pass" 정책에 따라 전국호환 캐시비를 2013년 12월 24일에 출시하였으며, 하이패스 겸용 캐시비도 동시에 출시하여 부산역에서 개통식을 열었다. 부산광역시에서 먼저 서비스가 시작되었고, 티머니가 2014년 6월 전국호환 교통카드를 출시할 무렵에 전국호환 캐시비의 사용 지역을 서울특별시 등지로 확대하였다. 당시에는 권종별로 구분하여 내놓았고, 하이패스 캐시비는 오직 일반용으로만 나왔다. 2014년 7월 27일에는 우리은행과 제휴하여 전국호환 캐시비 장착 현금카드를 출시했다.
2014년 8월 CU와 제휴한 교통카드를 통하여 처음으로 단일권종을 선보였으며, 이후 L포인트가 장착된 단일권종 카드를 선보였다. 2015년 8월 20일에는 전국호환 인증형 캐시비 세븐의 단일권종 카드를 내놓았고, 2016년에는 전국호환 인증형 단일권종 CU 캐시비도 내놓았다.
CU 캐시비 카드를 포함하여 일부 L포인트 기능이 없는 캐시비 카드도 존재한다. CU 캐시비는 해당 카드의 번호가 CU 멤버십 카드 번호를 겸하며, 이는 2017년 9월에 출시한 팝 캐시비도 마찬가지다.

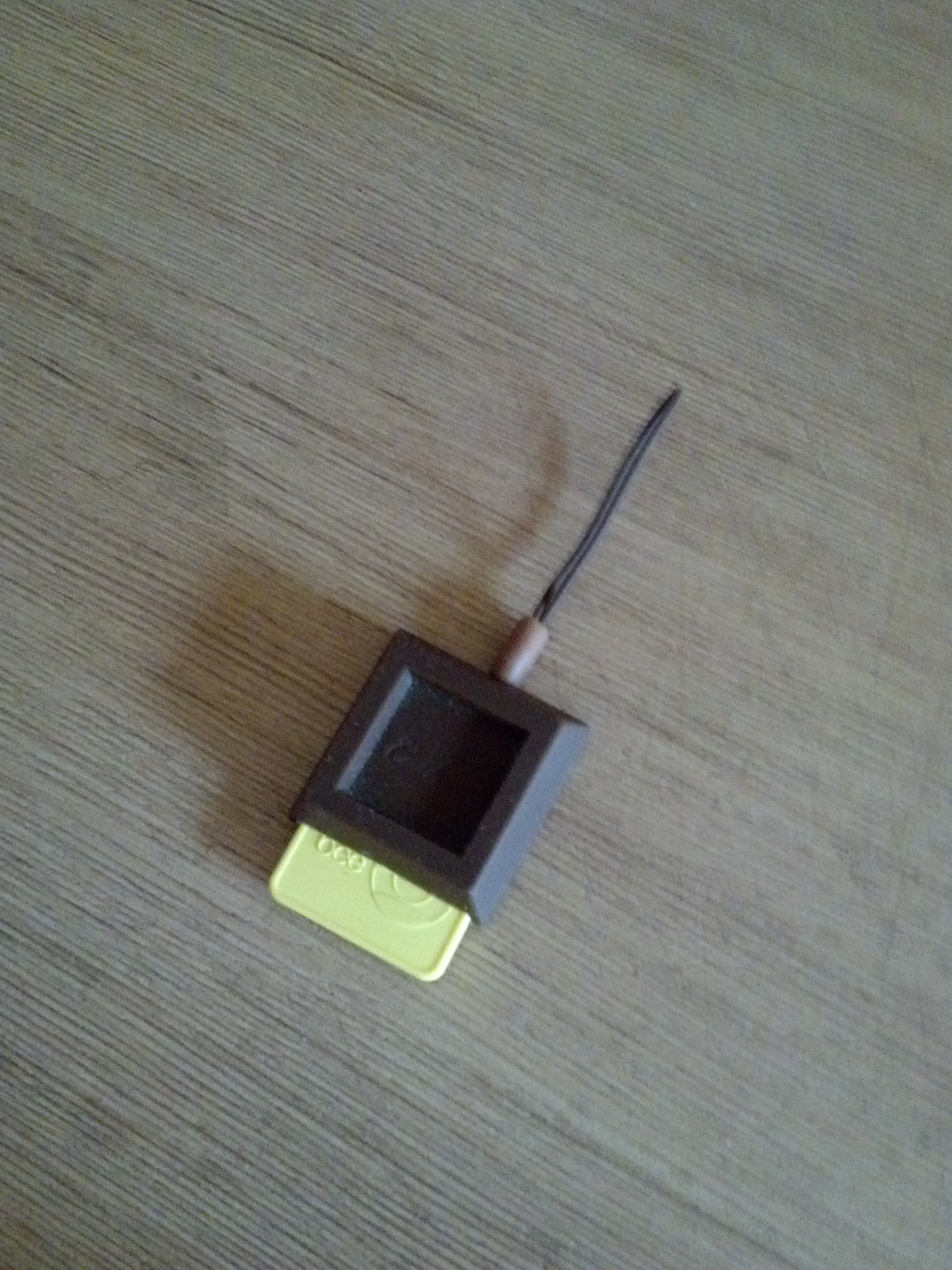
캐시비 초콜릿모양 카드 (일반용)

- 2010년 12월 20일 : 티모아에 롯데멤버스 기능을 추가한 캐시비를 출시, 기존 이비카드(티모아)는 단종
- 2011년 1월 1일 : 구미시와 김천시 시내버스에서 캐시비를 이용할 수 있게 됨.
- 2011년 3월 10일 : 춘천시 시내버스에서 캐시비를 이용할 수 있게 됨.
- 2011년 4월 1일 : 충청북도 관내 시내버스에서 캐시비를 이용할 수 있게 됨.
- 2011년 5월 21일 : 부산·김해·양산 간 동남권 광역 환승제 실시로, 양산시 시내버스에서 캐시비를 이용할 수 있게 됨.
- 2011년 5월 25일 : KT용 NFC 모바일 캐시비 서비스 실시
- 2011년 8월 16일 : 대구광역시와 경산시 시내버스 및 대구 도시철도에서 캐시비를 이용할 수 있게 됨.[6]
- 2011년 9월 16일 : 부산-김해 경전철 개통과 동시에 캐시비를 이용 및 충전할 수 있게 됨.
- 2011년 10월 1일 : 정선군, 평창군, 홍천군 농어촌버스에서 교통카드제를 실시함과 동시에 캐시비를 도입.
- 2011년 11월 1일 : 원주시(횡성군 포함) 시내버스에서 캐시비를 이용할 수 있게 됨.
- 2011년 12월 : 세븐일레븐, 롯데리아, 엔제리너스, 롯데시네마, 크리스피 크림, 나뚜루, 롯데슈퍼, 롯데월드, 롯데마트에서 사용 가능
- 2012년 2월 10일 : 김해시 시내버스에서 캐시비를 이용할 수 있게 됨.
- 2012년 3월 1일 : 진주시 시내버스에서 캐시비를 이용할 수 있게 됨.
- 2012년 3월 19일 : 롯데 자이언츠 캐시비 카드 출시.
- 2012년 4월 1일 : 동남권 카드인 기존 마이비카드와 하나로카드를 단종하고 캐시비 기반 시스템이 적용된 신형 마이비카드 및 하나로카드를 발행하게 됨.
- 2012년 6월 25일 : 진도군 농어촌버스에서 교통카드제를 실시함과 동시에 캐시비를 도입.
- 2012년 7월 1일 : 영월군 농어촌버스에서 교통카드제를 실시함과 동시에 캐시비를 도입.
- 2012년 7월 16일 : SK텔레콤용 NFC 모바일 캐시비 후발급 서비스 실시.
- 2012년 8월 1일 : 고흥군 농어촌버스에서 교통카드제를 실시함과 동시에 캐시비를 도입.
- 2012년 10월 1일 : 속초시 시내버스, 고성군과 양양군 농어촌버스에서 교통카드제를 실시함과 동시에 캐시비를 도입.
- 2012년 11월 1일 : 아시아나항공 제휴 롯데멤버스 캐시비 카드 출시.
- 2013년 1월 28일 : 대중교통 안심카드 'bee TOKEN' 출시.
- 2013년 2월 1일 : 철원군 농어촌버스에서 교통카드제를 실시함과 동시에 캐시비를 도입.
- 2013년 7월 1일 : 양구군 농어촌버스에서 교통카드제를 실시함과 동시에 캐시비를 도입.
- 2013년 7월 19일 : 광주광역시와 전라남도 간 상호 광역 환승제 도입과 함께 광주광역시의 시내버스 및 광주 도시철도에서 캐시비를 이용할 수 있게 됨.
- 2013년 8월 1일 : KT용 NFC 모바일 캐시비 후발급 서비스 실시. 이로써 SK텔레콤과 같이 기존의 티머니 애플릿이 선 탑재된 USIM카드로도 캐시비를 사용할 수 있게 되었다.
- 2013년 11월 1일 : 경상북도 상주시·문경시·영주시 시내버스, 예천군 농어촌버스에서 캐시비를 이용할 수 있게 됨.
- 2013년 12월 1일 : 경상남도 의령군 농어촌버스에서 교통카드제를 실시함과 동시에 캐시비를 도입.
- 2013년 12월 24일 : 국토교통부의 "One card, All pass" 정책을 따른 전국호환 캐시비와 캐시비 하이패스를 부산역에서 개통식과 함께 출시.[7]
- 2014년 1월 1일 : 강원도 화천군 농어촌버스에서 교통카드제를 실시함과 동시에 캐시비를 도입.
- 2014년 1월 6일 : 전라남도 구례군 농어촌버스에서 캐시비를 이용할 수 있게 됨.
- 2014년 3월 1일 : 강원도 인제군 농어촌버스에서 교통카드제를 실시함과 동시에 캐시비를 도입.
- 2014년 3월 1일 : LG유플러스용 NFC 모바일 캐시비 후발급 서비스 실시.
- 2014년 8월 25일 : CU 제휴 단일권종 캐시비 출시.
- 2014년 12월 24일 : 전국호환 인증형 신형 캐시비 출시. 캐시비 하이패스 카드 발매.
- 2015년 1월 2일 : 전국호환 캐시비가 아닌 기존 캐시비로도 한국도로공사의 고속도로 통행료를 지불할 수 있게 됨.[8]
- 2015년 2월 17일 : 119 생명번호 캐시비 카드 출시.[9]
- 2015년 3월 1일 : 경상북도 영천시 농어촌버스에서 캐시비를 이용할 수 있게 됨.
- 2015년 8월 20일 : 전국호환 캐시비의 단일권종형 출시[10]
- 2016년 4월 : CU 캐시비의 전국호환 인증형 출시.
- 2016년 10월 19일 : 전국 공중전화기에서 캐시비 사용 확대.[11]
- 2017년 1월 11일 : 여성가족부에서 발행하는 청소년증에 캐시비 탑재 시작.
- 2017년 9월 : 팝 캐시비 출시
- 2018년 5월 31일 : 대전 시내버스 및 대전 도시철도에서 국토교통부 인증 전국호환 캐시비를 이용할 수 있게 됨.
- 2019년 5월 31일 : 대전 시내버스 및 대전 도시철도에서 모바일 캐시비 및 기존 캐시비를 이용할 수 있게 됨. (단, 이비카드, 마이비카드 사용 불가)
- 2023년 11월 9일 : 캐시비가 이즐로 브랜드명 변경

### 사고
- 2012년 7월, 경기도 수원, 경상남도 창원 등 캐시비 사용 지역(이비카드 지역과 마이비 지역)에서 캐시비를 제외한 타 교통카드 사용이 일부 마비된 적이 있었다.[12]
- 2014년 10월, SBS가 이비카드 시스템에서 티머니가 사업 초기에 겪었던 것과 동일한 결제 오류가 1년째 발생하고 있다는 사실을 보도하였다.[13][14]

## 사용 가능 지역

전국호환교통카드가 아닌 캐시비의 사용 가능 지역

### 대중 교통
- 택시 : 서울, 경기, 인천, 강릉(강릉콜 및 강릉개인택시, 강릉친절콜), 충북, 충남, 전북, 부산(부산개인택시 및 등대콜, 나비콜, 마린콜)
  - 캐시비의 전신인 티모아와 제주시에서 발급한 이비 티머니도 위와 같다.
  - 티모아의 전신인 구형 이비카드[15]는 캐시비 출시 이후 호환된 일부 지역(원주, 대구, 김해 등)에서 사용할 수 없다. 2023년 10월 1일부터 대중교통 사용 및 충전이 전면 중지되어 현재는 사용할 수 없다.
  - 이베스트카드[16]는 경기도 시내버스에서만 사용할 수 있다.

### 유통
- 전국 세븐일레븐, 롯데리아, 엔제리너스, 롯데시네마, 크리스피 크림, 나뚜루, 롯데슈퍼, 롯데월드, 롯데마트, 롯데백화점, CU, GS25, 이마트24, 스토리웨이,기타개인편의점,일부자판기,남산1·3호 터널, 서울 경마공원(스피드게이트)에서 사용 가능
- 교통카드제를 시행하지 않는 영양, 영덕, 청송과 의령, 함안을 제외한 경상남도 군 지역(거창군, 고성군, 남해군, 산청군, 창녕군, 하동군, 함양군, 합천군)과 경남고속을 제외한 경남지역의 시외버스는 이용이 안되며 열차표를 구입할 수 있다.

## 종류
- 기본 카드 : 출시 초기부터 2011년까지는 세븐일레븐에서 판매하였고, 2012년에는 롯데마트와 롯데슈퍼에서 판매하였으며 지금은 발급하고 있지 않다. 최초는 무료이나, 재발급 시 디자인 카드와 동일한 2,500원에 판매된다. 발급시 롯데멤버스 기능 활성화를 위해 매장 POS 단말기에 주민등록번호를 입력하며, (개인정보보호법 제 22조 5항에 따라) 어린이 우대카드는 없다. 이 카드를 발급받으면 입력한 주민등록번호를 통해 롯데멤버스 회원으로 가입하게 된다.
- 디자인 카드 : 서울, 인천, 경기, 천안, 아산, 삼척, 동해, 태백, 강릉 등 캐시비 사용 가능 지역의 버스정류장 가두 판매대에서 구입할 수 있다. 부산 등 동남권 지역인 ㈜마이비에서 발급하는 신 마이비카드에는 마이비 로고가, 신 하나로카드에는 하나로 로고가 있다.
- 모바일 카드 : 캐시비 애플릿이 선 탑재된, 혹은 교통카드 후 탑재형 SIM 카드를 휴대전화에 장착하여 쓸 수 있다. NFC용 SIM 카드로 출시되었다.
- bee TOKEN : 분실시 분실신고가 가능하며, 잔액을 환불받을 수 있는 카드다. 티머니·한페이가 출시한 분실 정지가 가능한 카드와 마찬가지로 캐시비 웹사이트에서 미리 환불 정보를 등록해야 한다. 이 카드는 수도권 가두판매대, 부산 서면역 구내에 있는 캐시비 서비스센터에서 판매하고 있다. 2022년에 출시한 로카M카드에 앱과 연동한 환불등록 기능이 추가되면서, 현재는 로카M카드로 사실상 통합됐다.
- 캐시비 세븐 : 세븐일레븐 편의점에서만 판매하는 카드이며, 세븐일레븐에서 건당 3,000원 이상을 10회 결제할 때마다 쿠폰을 제공한다. 팝카드와 마찬가지로 특정 물품을 10% 할인하는 행사를 진행하고 있다.[17]
- CU 캐시비 : CU 편의점에서만 판매하는 카드이며, 롯데멤버스 기능 대신 CU 멤버십 기능이 탑재되어 있다. 캐시비 최초로 내놓은 단일권종 카드다. 카드 구입시 어린이·청소년 권종을 설정해야 하며, 그렇지 않으면 캐시비 웹사이트에서 어린이·청소년 권종을 설정해야 한다.
- 119 생명번호 캐시비 : CU 캐시비의 런칭 이후 2015년부터 판매를 시작한 L-포인트 장착 단일권종 캐시비 카드다. 카드 앞면에 기재되어 있는 긴급번호를 이용할 수 있도록 하였다. One Card, All Pass 인증 카드도 나왔으나 L-포인트가 없고, 단일권종형이 아닌 일반용으로 판매하고 있다.
- 전국호환 캐시비 : 국토교통부의  "One card, All pass" 정책을 따른 카드이다. 이 카드로 코레일 철도 매표창구에서 승차권을 구입할 수 있으며, 고속도로 요금소에서 고속도로 통행료를 지불할 수 있다. 단, 명절 특별수송 기간에는 철도역에서 선불교통카드를 이용한 승차권 구입을 할 수 없다.
- 캐시비 하이패스 : 하이패스용 단말기(OBU)에 장착하여 사용할 수 있는 전국호환 캐시비다. 청소년·어린이 우대카드는 없으며, 하이패스 플러스 카드와 같은 5,000원에 판매한다. 하이패스 단말기 겸용 카드이지만, 하이패스 충전소에서 충전할 수 없다.(캐시비 충전금액을 하이패스 통행료로 사용) 한페이 하이패스 카드와 레일플러스 하이패스 카드도 캐시비 하이패스 카드처럼 본 카드에 충전된 잔액을 공용해서 이용하는 형태고, 하이패스 기능은 아니지만 2022년에 출시한 로카M카드도 RF 충전 금액을 공용하는 형태로 IC 결제를 지원한다.
- 코리아 트래블 카드(구 코리아패스 선불카드) : 한국관광공사와 제휴하여 출시한 외국인 대상 선불카드다. 인천국제공항 입국장 한국철도공사 서비스데스크, 인천국제공항철도 티켓판매소[18], 인천국제공항 및 김포국제공항 내 하나은행 지점 및 환전소, 서울 시내 하나은행 지점, 한국관광공사 지하 1층 한국관광명품협회에서 구입할 수 있다. 로카M 베이스로 바뀐 후에는 네이버페이 캐시비샵에서도 판매하며, "코리아 트래블 카드"로 개칭했다. 코리아 트래블 카드는 내국인도 구입할 수 있다.
- 롯데 자이언츠 캐시비 : 롯데 자이언츠 프로야구단과 마이비가 제휴하여 만든 "롯데 자이언츠 마이비카드"가 전신이며, 마이비카드가 기존 MIFARE 카드에서 티모아 기반으로 통일된 후 "롯데 자이언츠 캐시비"로 변경됐다. 2012년 3월 19일에 출시되었으며, 롯데 자이언츠 인터넷 일반 회원으로 가입하면 회원별로 최초 발급시 무료로 발급되고 재발급시 4,000원에 판매했다. 2015년에 단종됐으며, 롯데 자이언츠 엘포인트 카드로만 발행 중이다.
- 채움오토패스카드 : 청소년에게만 발급하며, 경기도·인천 시내버스 탑승시 만 원 단위로 자동 충전기능을 제공한다. 농협 영업점(NH농협은행 및 조합)에서 무료로 발급받을 수 있으나 재발급시 4,000원에 판매한다.
- 청소년증 : 2017년 1월 11일부터 여성가족부에서 발행하는 청소년증에 캐시비 기능을 추가하였다. 채움오토패스카드와 마찬가지로 청소년에게만 발급하며, 전국의 모든 읍면동 행정복지센터에서 본인이나 대리인이 신청할 수 있다. 주민등록번호가 있는 관계로 신분증 대용으로 사용할 수 있는 특징이다.
- 팝 캐시비 : GS리테일과 제휴하여 출시했다. 최근 출시된 버전은 팝카드 번호와 캐시비 번호가 분리되어 있다.
- 인천 e음카드 : 인천광역시 내 IC 결제 가맹점에서 현금처럼 사용 가능한 선불카드 형태의 스마트 IC 지역화폐이므로, 인천광역시청 주관에 의해 '인천사랑 전자상품권(인처너카드, INCHEONer CARD)이라는 이름으로 도입되어 2018년 8월부터 발급되기 시작하였고, 2019년 4월 1일부터, '인천 e음카드'로 변경되어, 캐시비 교통카드 대용으로 사용할 수 있는 것이 특징이다(미추홀e음, 서로e음, 연수e음, 부평e음, 계양e음 계열 포함).
- 인천 광역버스 i-패스: 인천광역시 광역버스 전용 정기권이다. 오프라인에서는 인천 소재 GS25 등지에서 판매하고, 네이버페이 캐시비샵에서도 판매하고 있다.
- 전주시·청주시 시내버스 정기권 : 전주시와 청주시에서 시내버스 전용으로 이용되는 교통카드형 정기권으로, 해당 지역 외 타 지역에서는 사용할 수 없다.[19] 1일권, 2일권, 30일권의 3가지 종류가 있으며, 권종별 충전 금액은 변경될 수 있기 때문에 충전하기 전에 해당 지역 홈페이지를 참고해야 한다. 전주시와 청주시 관내 GS25에서 판매하며, 가격은 1장당 3,000원이다. 정기권 충전은 전국의 모든 GS25에서 현금으로만 가능하다. 교통카드 단말기에서는 "정기권입니다." 라는 메시지가 나간다.
- 이즐카드(구 로카M카드): 로카모빌리티로 사명을 변경한 후 2022년 5월 9일에 출시한 통합권종 교통카드다.[20] 판매처에서 어린이/청소년용으로 할인 권종을 등록하며, 카드 앞면에 IC칩이 있다. 롯데 계열에서 분리된 후 출시한 카드라서, 엘포인트는 탑재되지 않는다. 충전은 기존 교통카드처럼 RF판에 올려서 하거나 이즐충전소 앱의 NFC 연동을 이용하지만, 교통 이용과 달리 교통 외 사용처에서는 RF식 유통결제가 아닌 일반적인 체크카드/신용카드/선불형 체크카드처럼 꽂아서 결제한다. 따라서 캐시비 하이패스 카드처럼 충전된 잔액을 공용하는 형태로 교통과 교통 외 결제를 이용하며, 교통카드 번호와 국내전용 선불카드 유효기간/BIN이 따로 있다. 대중교통안심카드 기능이 기본으로 탑재되어 있어서, 이즐충전소 앱에 카드를 등록한 후 분실/환불 안심서비스에 등록하면 사용 중 분실했을 때 카드를 일시정지할 수 있다.
- 이즐 K-패스 카드(구 로카M 알뜰교통카드 플러스): 2023년 7월 20일에 첫 출시했다.[21] 로카모빌리티가 맥쿼리 계열의 사모펀드에 넘어간 후 이동의즐거움으로 사명을 변경하여 2024년 3월에 로카M카드가 이즐카드로 개칭하고, 동년 5월부터 알뜰교통카드가 K-패스로 개편된 후에는 이즐 K-패스 카드로 개칭했다. 알뜰교통카드 시절에는 알뜰교통카드 연동이 가능했던 유일한 실물 선불교통카드였고, K-패스 개편 후에는 iM유페이의 원패스와 더불어 실물 선불교통카드 중에서는 보기 드물게 K-패스 앱에 연동 등록이 가능한 카드다.

### 무임용 교통카드
- G-Pass 우대용 교통카드 : 경기도(2009년 5월 1일)에 거주하는 만 65세 이상 노인, 장애인, 국가유공자 등 발급하고 있다.

| 카드명                       | 발급사                    | 비고                                       |
| ---------------------------- | ------------------------- | ------------------------------------------ |
| 지패스(G-PASS) 신용카드      | NH농협은행, 농협에서 발급 | 생년월일 기준 만 65세 이상                 |
| 지패스(G-PASS) (체크카드)    | NH농협은행, 농협에서 발급 | 장애인 복지법에 의거한 경증 및 중증 장애인 |
| 지패스(G-PASS) (현금카드)    | NH농협은행, 농협에서 발급 | 장애인 복지법에 의거한 경증 및 중증 장애인 |
| 지패스(G-PASS) 단순 교통카드 | NH농협은행, 농협에서 발급 | 장애인 복지법에 의거한 경증 및 중증 장애인 |

- 하나로 복지 교통카드 : 부산광역시에 거주하는 만 65세 이상 노인, 장애인, 국가유공자 등 발급하고 있다.

| 카드명                 | 발급사                      | 비고                                       |
| ---------------------- | --------------------------- | ------------------------------------------ |
| 어르신 교통카드        | 부산은행 전 영업점에서 발급 | 생년월일 기준 만 65세 이상                 |
| 장애인용 복지 교통카드 | 부산은행 전 영업점에서 발급 | 장애인 복지법에 의거한 경증 및 중증 장애인 |
| 국가유공자용 교통카드  | 부산은행 전 영업점에서 발급 | 국가유공자                                 |

### 캐시비 교통시계
- 시계 속에 교통카드 칩을 넣은 형태로, 시계를 차고 바로 대면 결제할 수 있다. 예전에 마이비에서 내놓았던 써머비치 카드와 비슷한 형태다. 전국호환 인증형은 2016년부터 판매 중이다.

## 충전
- 서울특별시, 부산광역시, 인천광역시, 경기도, 천안, 아산 등의 버스정류장 가두판매대
- 수도권 전철, 부산 도시철도, 부산-김해 경전철, 광주 도시철도, 대경선 역사 내 1회용 발매·교통카드 충전기
- NH농협은행•농협 자동화기기[23]
- 신한은행•제주은행 자동화기기 (만 원 단위)[24]
- 우리은행 자동화기기(1만 원부터 천 원 단위)
- 세븐일레븐[25], CU, GS25, 스토리웨이, 이마트24, 기타 개인편의점
- 롯데슈퍼 기업형 슈퍼마켓
- 롯데그룹 롯데ATM(만 원 단위)
- 이즐충전소 앱(NFC 이용, 충전 수단에 따른 충전 수수료 차등 부과)

## 기타
- 캐시비는 등록할 수 있는 카드 수에 제한이 없다. 하지만 L-포인트는 중복하여 등록할 수 없다. CVC 코드가 있는 카드 중 어떤 카드를 쓸 것인지 선택하여야 하며, CVC 코드를 입력하지 않고 발급처에서 바로 등록하는 롯데영플라자 더 영 카드 등은 현장에서 중복 등록할 수 있다.
- 어린이·청소년용 카드는 사용 후 10일 내에 등록하지 않으면 일반 요금이 적용되며, 10일 경과 후 등록하면 등록일로부터 3일 후에 청소년·어린이 요금이 적용된다.
- 엘포인트가 장착된 캐시비 교통카드로 대중교통을 이용했을 때 엘포인트가 적립된다. 1개월치 사용분을 두 개 기간으로 나눠서 T-마일리지를 적립해 주는 티머니와 달리 엘포인트 캐시비는 사용액을 모두 합산하여 익월 초에 캐시비 사용 금액의 0.2%를 엘포인트로 적립해 준다. 엘포인트 적립 내역을 조회해 보면 발행한 회사를 불문하고 적립처는 "이비"로 기록된다. 교통사용은 "이비(교통)", 유통결제는 "이비(유통)"으로 조회된다. 2015년 6월 1일부터 0.1%에서 0.2%로 엘포인트 적립률이 증가했으나, 2015년 6월 사용분부터 최소적립 엘포인트를 100점으로 지정하고 있기 때문에 최소 5만 원 이상 이용해야 엘포인트 적립이 가능했다. 2024년 12월 31일을 마지막으로 엘포인트 적립 서비스가 폐지된다.

## 같이 보기
- 하나로카드
- 마이비카드
- 이동의즐거움
- 팝카드